# Фабіан Каріні
Фабіан Каріні (ісп. Fabián Carini, нар. 26 грудня 1979, Монтевідео) — уругвайський футболіст, воротар клубу «Пеньяроль».
Насамперед відомий виступами за «Данубіо», низку європейських команд, а також національну збірну Уругваю.
Дворазовий чемпіон Італії. Володар Кубка Італії. Володар Суперкубка Італії з футболу.

## Клубна кар'єра
У дорослому футболі дебютував 1997 року виступами за команду клубу «Данубіо», в якій провів три сезони, взявши участь у 46 матчах чемпіонату.
Згодом з 2000 по 2009 рік грав у Європі, захизаючи кольори команд клубів «Ювентус», «Стандард» (Льєж), «Інтернаціонале», «Кальярі», «Реал Мурсія». У жодній з цих команд, за виключенням бельгійського «Стандарда», не став основним голкіпером. Втім, як резервний воротар двічі виборював титул чемпіона Італії, ставав володарем Кубка Італії.
2009 року повернувся до Південної Америки, де приєднався до бразильського «Атлетіко Мінейру».
До складу клубу «Пеньяроль» приєднався 2011 року. Наразі встиг відіграти за команду з Монтевідео 24 матчі в національному чемпіонаті.

## Виступи за збірну
1999 року дебютував в офіційних матчах у складі національної збірної Уругваю. До припинення виступів за збірну у 2007 провів у її формі 74 матчі, пропустивши 72 голи.
У складі збірної був учасником чемпіонату світу 2002 року в Японії і Південній Кореї.
Брав участь у трьох розіграшах Кубка Америки — 1999 року у Прагваї, де разом з командою здобув «срібло», 2004 року у Перу, на якому команда здобула бронзові нагороди, а також 2007 року у Венесуелі.

## Титули і досягнення
- Чемпіон Італії (2):

«Ювентус»: 2001–02
«Інтернаціонале»: 2006–07
- Володар Кубка Італії (1):

«Інтернаціонале»: 2004–05
- Володар Суперкубка Італії з футболу (1):

«Інтернаціонале»: 2006
- Срібний призер Кубка Америки: 1999